# 巴塞尔大学

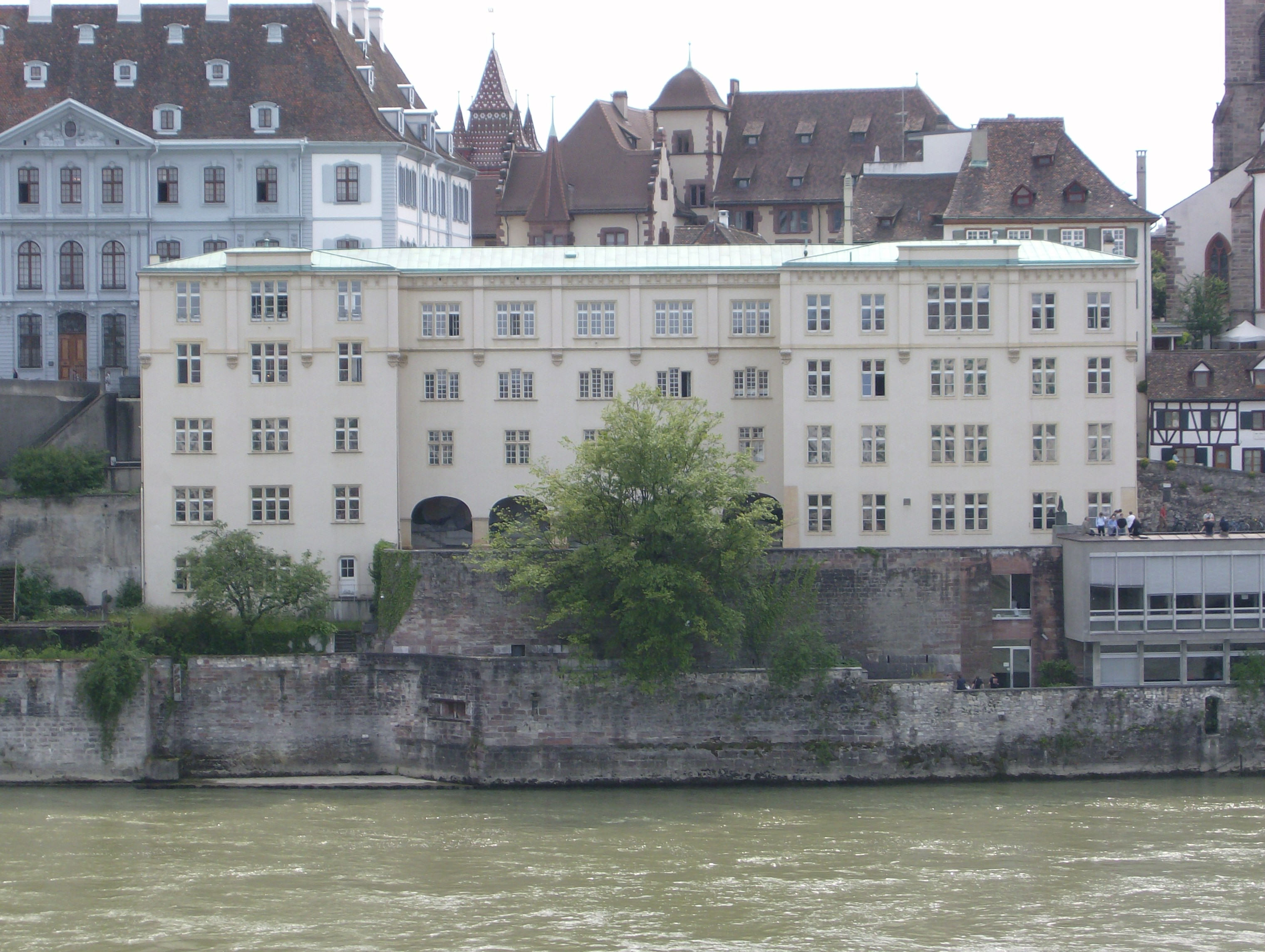
巴塞爾大學建築

巴塞爾大學（德語：Universität Basel）位於瑞士巴塞爾，是瑞士最古老的大學。 在2019年，它在全球世界大学学术排名中排名第87位。
傳統上，該大學被認為是該國領先的高等教育機構之一。
2019年，該大學有12,811名學生和378名教授。國際學生佔學生總數的27％。

## 歷史
巴塞爾大學成立於1459年，著名思想家伊拉斯謨斯、尼采，艺术史家雅各布·布克哈特以及數學家雅各布、約翰和丹尼爾·白努利曾在此執教。
最初，巴塞爾大學被裁定具有四個學院-藝術，醫學，神學和法學。直到1818年，藝術學院一直是其他三個學科的基礎。幾個世紀以來，許多學者來到這座城市，巴塞爾成為了書籍印刷和人文主義的早期中心。與大學本身同時，建立了巴塞爾大學圖書館。如今，它擁有超過三百萬本書和著作，是瑞士最大的圖書館。

## 孔子学院
巴塞爾大學孔子学院由该校和中国华东师范大学合作创办。

## 著名校友
- 刘小枫
- 帕拉塞尔苏斯
- 萊昂哈德·歐拉(數學家)
- 雅各·布克哈特
- 夏尔莱·阿尔贝特·戈巴特(諾貝爾和平獎獲得者)
- 卡尔·荣格
- 弗雷德里希·米歇爾
- 保羅·赫爾曼·穆勒(諾貝爾化學獎獲得者)
- 库尔特·维特里希(諾貝爾化學獎獲得者)
- 羅夫·辛克納吉(諾貝爾生理學或醫學獎得主)
- 克里斯汀·紐斯林-沃爾哈德(諾貝爾生理學或醫學獎得主)
- 雅克·杜博歇(諾貝爾化學獎獲得者)

## 外部連結
- 巴塞爾大學 （页面存档备份，存于）